# Нарти (герої)

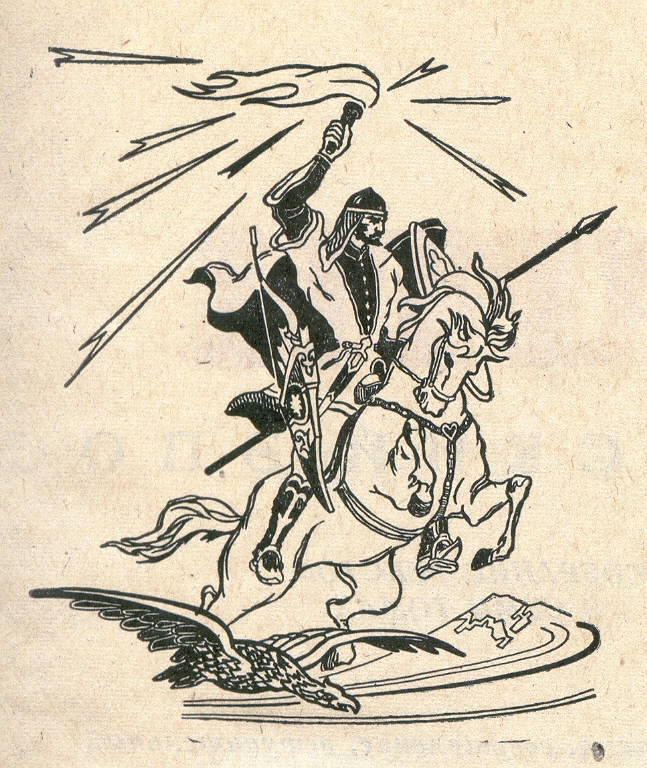
Зображення нартського героя Сосруко

На́рти — герої древніх епічних оповідей деяких кавказьких народів: осетин, абхазів, абазинів, адигів, убихів, карачаївців, балкарців, чеченців та інгушів. Нарти згадуються у фольклорі народів Дагестану (зокрема, у тюркомовних кумиків) і окремих грузинських етнічних груп — сванів, рачинці, хевсурів. Дослідники не дійшли згоди щодо етимології терміна, так само, як і загалом щодо генезису нартського епосу.

## Різновиди нартів
У національних епосах нарти — могутні воїни-богатирі, які мають позитивне начало. Вони займаються мирною працею, землеробством. Але у чечено-інгушському епосі, який зберігся не повністю, є істотні відмінності. Дослідник Ч. Ахрієв вважав, що нарти поділяються на дві групи: високоморальні нарти (нярти) і злі, підступні орхустойці. До орхустойців належали Сеска Солсо, Ботках Шіртка, Ачамаз, Хамчі Патарз та інші. й вони частіше виступають підступними ґвалтівниками, які здійснюють набіги на мирних людей, утискають безвинних. Цим злим прибульцям протистоять місцеві герої-богатирі, що займаються головним чином мирною працею. Серед них — Колою Кант, Горжай, Кінда Шоа та інші. Однак в інгушських варіантах епосу іноді нарти-орстхойці разом з богатирями охороняють інгушські землі від ворогів, що приходять з рівнин; рідняться внаслідок одруження з місцевими героями.

## Міфологічні імена

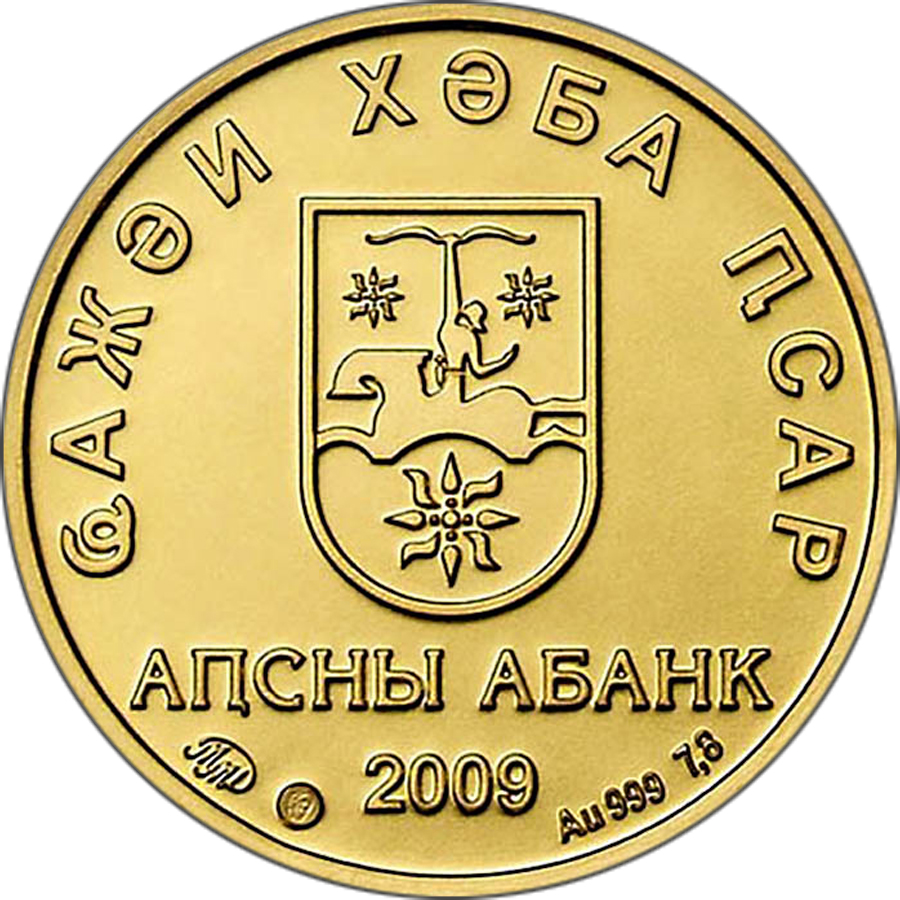
Зображення нарта верхи на коні Інвестиційна монета Національного банку Республіки Абхазія

Національні версії епосу представлені багатьма образами та імена нартів, які майже ідентичні: Сосруко — у адигів і абазинів, Сасриква — у абхазів, Сослан (Созруко) — у осетин, Сосруко — у балкарців, Сосурка — у карачаївців, Сеска Солсо — у чеченців і інгушів. Збігаються імена й деяких інших нартів, наприклад: Ацамаз (осетинське), Ашамез (адигейське), Щамаз (абазінске), Ачамаз (чечено-інгушетське), Ачемез (карачаєво-балкарське). Дуже рідко зустрічаються персонажі, які мають самобутні імена, але тоді мають двійників за функціями.

## Життя нартів
Опис життя нартів відображає суспільні відносини творців і носіїв епосу — від родового ладу до зачатків феодалізму. Абхазька версія найяскравіше представляє матріархат. Фрагменти епосу розповідають про велику родину нартів, яка складалась зі ста братів і сестри Гунди. Очолює родину мати Сатаней-Гуаша, яка не має чоловіка й користується необмеженим авторитетом. У осетинській і адигейській версіях мати нартів Сатана (адигейською — Сатаней) також відіграє важливу роль, дає нартам мудрі поради, але не керує ними, а вирішення важливих справ відбувається на чоловічій раді (Ііхас у осетин, Хаса у адигів) без її участі. У осетинській версії у нартів, що живуть родами (Алагата, Бората, Ахсартагката), проявляються риси військової демократії, вони входять в єдину бойову дружину.
В образах нартів проявляються риси міфологічних персонажів, які брали участь у створенні світу. Цей час названо «героїчним віком». Тоді, коли створювалось небо й земля, Сосруко був чоловіком у зрілих літах, в період утворення гір і річок — старим, але ще повним сил. Нарти виступають в ролі культурних героїв. Сосруко, Сасриква відбирають у чудовиськ вогонь; Пхармат викрадає його у бога Сели; Сосруко повертає насіння проса, яке захопили злі істоти та обдаровує нартів чарівним напоєм; Сатана винаходить пиво, Сирдон виготовляє для нартів дванадцятиструнну арфу ; Кетуан винайшов сопілку; завдяки Цвіцву у нартів з'явилися фруктові дерева; Ботках Шіртка з підземного світу дістає плуг і водяний млин. З Сатаною пов'язана поява першого коня і першої собаки.
Крім цього, нарти борються з драконами, велетнями. При цьому, вони не тільки сміливі, а й вдаються до магії. Сатана, Сатаней-Гуаша здатні змінювати погоду; на прохання Сатаней зупиняється сонце; Сатана завдяки небесному дзеркалу бачить усе, що відбувається на землі; Сасриква збиває з неба зірку, щоб обігріти братів; Сосруко насилає холоднечу, туман — щоб перемогти Тотреша; Сеска Солсо ударом батога по тазовій кістці велетня оживляє його, він же здатний перетворити Терек в повноводну річку; Ацамаз грою на чудесній сопілці, яку батько отримав в подарунок від небожителя Афсаті й передав сину, пробуджує природу. Гра на сопілці не тільки відроджує все живе на землі, але й може викликати його загибель. Нарти розуміють мову птахів, тварин. Їхніми помічниками є чудесні коні. Окремі з нартів спускаються в підземний світ і повертаються з нього.

## Стосунки з богами
Нарти мають тісні відносини з богами, які входять у їхнє життя. В осетинському епосі божества нерідко сидять за одним столом з нартами, виготовляють нартам бойові обладунки, іноді нарти самі гостюють у них на небі, беруть участь у щорічних бенкетах богів. Деякі нарти перебувають у родинних відносинах з богами, наприклад, Сасриква одружується на дочці божества Аерга. Походження образів деяких нартів пов'язане, напевно, з солярними міфами. Сослан одружений з дочкою сонця, за допомогою сонця, сонячних променів перемагає ворогів, й сам гине від сонячного божества.

## Смерть нартів
У адигейських і осетинських оповідях про Ашамазе і Ацамаз, що відроджують природу, про Сосруко, що продовжує жити під землею і кожної весни прагне вирватися на поверхню, простежується зв'язок з календарними міфами. В осетинському й адигейському епосах загибель нартів пов'язана з волею богів, де поставлені перед вибором між безславним існуванням і посмертної вічною славою, вони віддали перевагу славі. У чечено-інгушетських переказах — кілька версій зникнення нартів. У більшості з них вони гинуть, випивши розплавлену мідь, але мотиви у них різні. Це може бути каяття нартів у своїх злиднях, кара богів, які прирекли їх за розбій на голодну смерть та ін..